# Famille d'Erlach
 (août 2024).
La famille d'Erlach est une famille patricienne bernoise.

## Histoire
La famille est mentionnée pour la première fois comme châtelains de Cerlier (en allemand Erlach), au service des Seigneurs de Neuchâtel. Comme bourgeois de Berne vers 1300, membres de la noble Abbaye des Gentilshommes (Diestelzwang) une branche de l'Abbaye des Forgerons, ils devinrent l'une des principales familles bernoises. Les Erlach se distinguèrent comme officiers au service de la France, de la Saxe-Anhalt, de la Prusse et du Saint-Empire.

## Personnalités
- Rodolphe d'Erlach (ca. 1299–1360), commandant bernois lors de la guerre de Laupen
- Thibaud d'Erlach (1541–1565), premier Suisse en Amérique
- Jean Louis d'Erlach (1595–1650), politicien
- Sigismond d'Erlach (1614–1699), commandant des troupes bernoises dans la guerre des paysans de 1653 et la première bataille de Villmergen
- Sigismond d'Erlach (1671-1722) commandant de la garde Suisse en Prusse
- Jérôme d'Erlach (1667–1748), comte du Saint-Empire, avoyer de Berne
- August Leberecht von Erlach, maréchal en Anhalt-Bernburg
- Albert Frédéric d'Erlach (1696-1788), comte du Saint-Empire, avoyer de Berne
- Friedrich August von Erlach (1721-1801), général en Prusse
- Charles Louis d'Erlach (1746–1798), général
- Rodolphe Louis d'Erlach (1749-1808)
- Ingeborg d'Erlach-Heuer (de), (1940-2023), artiste peintre

## Fiefs
- Bäriswil
- Hindelbank
- Jegenstorf
- Kasteln
- Kiesen
- Mattstetten
- Oberhofen
- Reichenbach
- Riggisberg
- Schadau
- Schwand
- Spiez
- Thunstetten
- Urtenen
- Wil